# Final Score
Final Score è un film del 2018 diretto da Scott Mann.

## Trama
I fratelli Dimitri e Arkady Belav hanno guidato una violenta rivoluzione nello stato russo di Sakovya per l'indipendenza. Le vicissitudini belliche portano Dimitri a essere apparentemente ucciso in un attacco aereo mentre Arkady viene catturato, ponendo fine alla rivoluzione. Dopo diversi anni, Arkady e i suoi uomini scoprono che Dimitri aveva simulato la propria morte per fermare il conflitto oramai fuori controllo, quindi torturano un uomo per scoprire dove si nasconde quest'ultimo. Nel frattempo, a Londra, l'ex soldato statunitense che ha servito in Afghanistan, Michael Knox, visita la casa del suo defunto migliore amico per assistere a una partita di calcio con sua "nipote", Danni, la figlia dell'amico morto. 
Arrivati allo stadio del West Ham Utd, Michael va a prendere per entrambi degli hot dog, ma Danni riceve un messaggio da un ragazzo che le piace e decide di unirsi a lui in un altro punto dello stadio. Nel frattempo Arkady e i suoi mercenari si infiltrano di nascosto nello stadio e occupano la sala di controllo per bloccare l'intero edificio, prendendo in ostaggio il sovrintendente Steve Thompson. Arkady quindi ordina ai suoi uomini di far saltare in aria le torri di trasmissione per assicurarsi che nessuna comunicazione venga effettuata con l'esterno e tramite un esperto informatico avvia un software di riconoscimento facciale applicato a tutti gli spettatori, avvalendosi delle telecamere al fine di individuare il fratello Dimitri, che egli ritiene stia assistendo alla partita. Intanto, Knox scopre che Danni è scomparsa e chiede aiuto a un giovane steward, Faisal Khan, un immigrato iracheno, che lo aiuta con riluttanza. In seguito Knox uccide Andrei, uno degli uomini di Arkady che lo aveva aggredito in un ascensore, e trova degli esplosivi C-4 poi, insospettito, usa un walkie-talkie per chiamare la polizia, ma il comandante Daniel Steed non gli crede e riattacca. Dopo aver ucciso altri due uomini, Vlad e Anton, Knox porta il corpo di quest'ultimo su un balcone e lo butta giù all'esterno dello stadio, sfondando i chioschi ed attirando così finalmente l'attenzione della polizia.
Arkady e gli altri mercenari si infiltrano nello studio giornalistico, uccidono parte dello staff e fanno leggere a un giornalista una dichiarazione in diretta sotto minaccia, chiedendo che Dimitri si consegni o faranno saltare in aria lo stadio. Eliminato anche il resto dello staff in diretta televisiva, la madre di Danni inizia a correre verso lo stadio, così come la polizia che circonda la zona circostante. Intanto al suo interno, gli spettatori continuano a essere ignari di ciò che sta succedendo e la partita prosegue. Steed viene poi avvicinato dall'agente speciale Cho, che spiega che Dimitri è fuggito dalla Russia sotto copertura sottoponendosi a un intervento di chirurgia plastica e ha ricevuto l'amnistia a Londra; inoltre conferma che consegnare Dimitri ad Arkady farà precipitare la regione russa nel caos, mettendo in pericolo milioni di persone. Intanto la squadra di Arkady scopre i retroscena di Knox e per farlo uscire allo scoperto decidono di prendere Danni in ostaggio con uno stratagemma, dopodiché Arkady ordina a Thompson di far arrestare Knox dalle guardie mentre questi si reca a salvare la nipote.
Più tardi, Knox, Faisal e Danni scoprono che gli esplosivi C-4 sono stati piazzati sotto la sala di controllo e Knox avvisa Steed al riguardo, poi intuiscono che uno dei terroristi è in possesso di un detonatore e Knox decide di occuparsi di Dimitri da solo. Mentre si fa strada verso quest'ultimo, si scontra con Tatiana, un membro del commando terroristico resa furiosa dalla morte di Vlad, poi ruba una moto e scappa nei corridoi esterni dello stadio, inseguito dalla donna. Messosi al riparo, comunica alla polizia col walkie-talkie la sua intenzione di portare Dimitri e Danni sul tetto e farli prelevare in sicurezza dai loro agenti in elicottero. La polizia comunica il numero del posto di Dimitri, e così Knox, grazie all'aiuto di Faisal, riesce a trovarlo subito ma Tatiana prende in ostaggio Danni e fa svenire Faisal. Knox elimina altri sicari di Arkady, poi si reca assieme a Dimitri al punto d'incontro sul tetto ma dopo aver scoperto che Danni è stata catturata, Cho, che ha l'ordine di assicurarsi che Dimitri "rimanga morto", fa sparare ai suoi uomini dall'elicottero contro Dimitri e Knox, ma sopraggiungono dei mercenari che permettono ai due di mettersi al riparo. Arkady minaccia poi di uccidere Danni e Knox accetta di consegnare Dimitri in cambio della ragazza; nel frattempo Steed rimprovera Cho per il suo comportamento e prende il comando dell'operazione, così alcuni suoi uomini a bordo di un elicottero uccidono la maggior parte dei restanti mercenari. In questo frangente Dimitri e Danni vengono catturati, poi Knox affronta nuovamente Tatiana e i due cadono dal punto più alto dello stadio, dopodiché la donna morente rivela che il detonatore a distanza è un falso e le bombe si detoneranno automaticamente al 90º della partita.
Finalmente Arkady e Dimitri si rincontrano e il primo è pronto a perdonare il fratello e ricominciare la rivoluzione solo se dimostrerà la sua lealtà sparando a Danni, ma per evitare che la follia di Arkady possa fare altri danni, Dimitri decide di suicidarsi con la pistola. A pochi minuti dalla fine, Faisal riesce con uno stratagemma a far evacuare il pubblico dallo stadio nell'area vicino alla cabina di regia mettendo tutti in salvo. Arkady prende il controllo delle trasmissioni e appare sul maxischermo dove mostra di avere in ostaggio Danni. Knox corre verso la sala di controllo posta dall'altra parte del campo ma non fa in tempo e la bomba esplode, distruggendo la sala di controllo e parte dello stadio. Presto però si rende conto che la trasmissione era preregistrata all'85º minuto della partita e perciò entrambi sono probabilmente fuggiti 5 minuti prima dell'esplosione. Mentre la folla si precipita verso le uscite, Knox sente Danni gridare e affronta finalmente Arkady, che continua a tenere sotto scacco Danni, la quale però riesce a dargli una testata all'indietro, cogliendolo di sorpresa e facendolo barcollare brevemente, così Knox ne approfitta per ucciderlo. Danni si riunisce con la madre preoccupata che corre tra le sue braccia, e Steed ringrazia Knox per il suo coraggio. Alla fine Knox, Danni, sua madre e Faisal lasciano lo stadio.

## Produzione
Il film è stato annunciato per la prima volta nel febbraio 2016, venendo descritto come Die Hard in uno stadio di calcio", scritto da The Lynch Brothers, prodotto da Signature Films e The Fyzz Facility, con la produzione esecutiva di Highland Films Group con un budget di 20 milioni di dollari, girato al Boleyn Ground, ex stadio del West Ham United. Nel luglio 2016 sono stati annunciati Dave Bautista e Pierce Brosnan come i membri principali del cast, che ha visto anche la partecipazione di Julian Cheung, Russell Phillips e Alexandra Dinu, e alla regia Scott Mann. Le riprese sono iniziate ufficialmente il 15 agosto 2016.

## Distribuzione
Nel giugno 2018 Sky Cinema ha pubblicato un teaser trailer insieme all'annuncio che il film sarebbe uscito nel Regno Unito e in Irlanda il 7 settembre 2018. Il film è uscito nelle sale cinematografiche e sul servizio televisivo in abbonamento Sky Cinema lo stesso giorno.
In Italia il film è stato pubblicato direttamente in home video il 1º agosto 2019 mentre il primo passaggio televisivo è avvenuto su Italia 1 il 2 novembre 2020.

## Accoglienza
Sull'aggregatore di recensioni Rotten Tomatoes, Final Score detiene un indice di gradimento del 71% sulla base di 35 recensioni professionali e con una valutazione media di 5,3/10. Su Metacritic il film ha un punteggio medio ponderato di 53 su 100 basato su 8 recensioni professionali, indicando recensioni "contrastanti o nella media".
Alex Godfrey di Time Out ha affermato che "È più spiritoso, più tosto e più imprevedibile di quanto abbia il diritto di essere". Kevin Crust del Los Angeles Times ha dato un'opinione mista: "I personaggi sono noti stereotipi sufficientemente rimpolpati e ben interpretati per colpire tutti gli spunti emotivi e comici. Le scene di combattimento e le acrobazie, in particolare un inseguimento in motocicletta magistralmente coreografato in tutto lo stadio, e l'evidente mancanza della CGI forniscono i brividi necessari".
Pat Brown di Slant Magazine ha criticato il film, scrivendo: "Osservare che il film d'azione con Dave Bautista Final Score è l'ennesima imitazione di Die Hard può essere noioso, ma non è che il film offra molta scelta, poiché offre una raffica incessante di scene tratte dal classico di John McTiernan.
Diversi recensori hanno notato somiglianze, sia in termini di trama che di singole scene, tra questo film e A rischio della vita, in cui una guardia di sicurezza interpretata da Jean-Claude Van Damme deve fermare un gruppo di rapinatori a mano armata prima che termini la partita delle finali della Stanley Cup di hockey sul ghiaccio.